# Йошоку
Йошоку (яп. 洋食, західна їжа) — японський термін, що стосується адаптації страв західної (здебільшого європейської) кухні до японських способів приготування їжі. Йошоку виникло під час реставрації Мейдзі. Це насамперед японські форми європейських страв, які часто мають західні імена зазвичай записані катаканою. Це приклад кухні ф'южн.

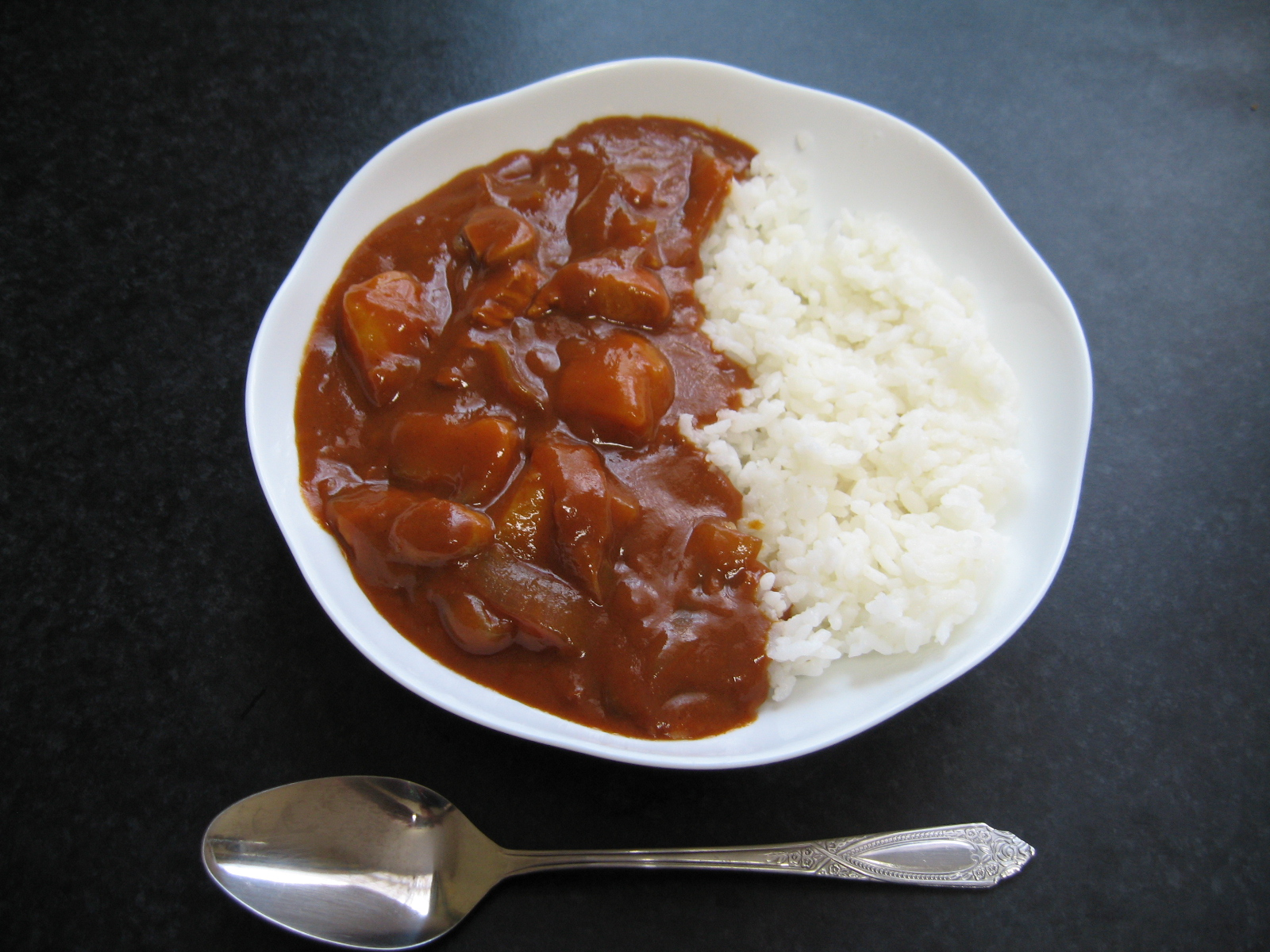
Рис Хаясі

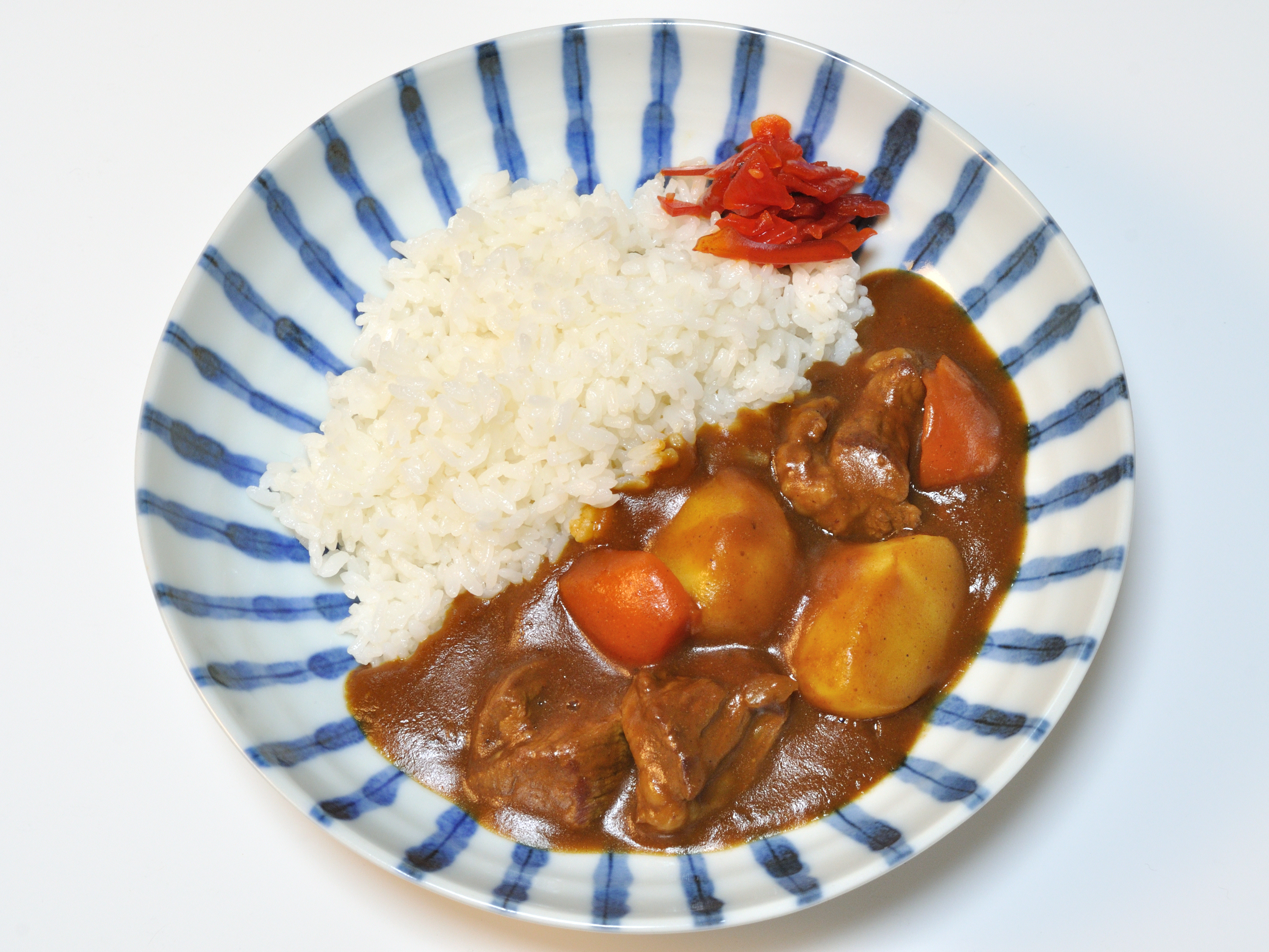
Японське карі

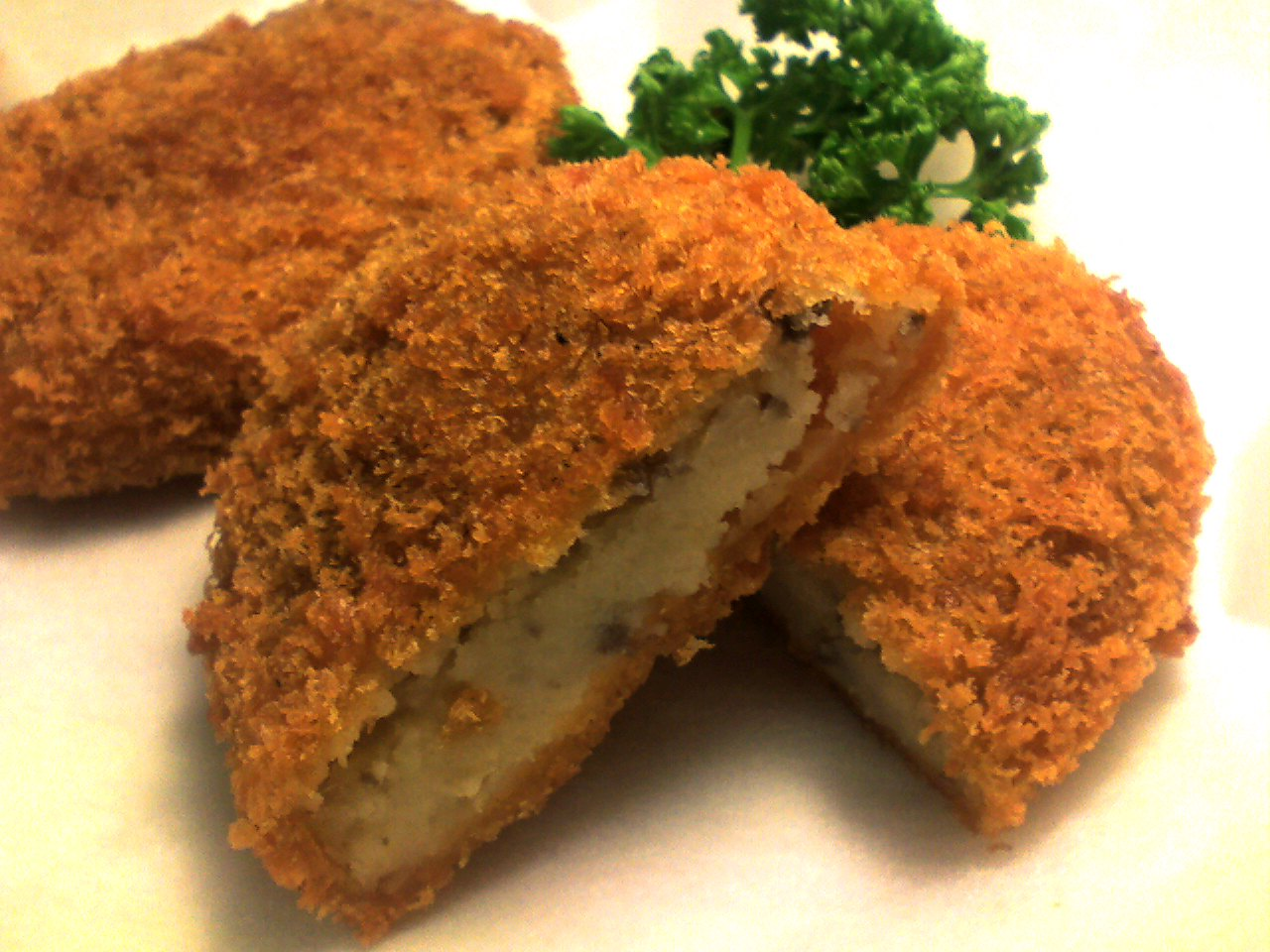
Корокке

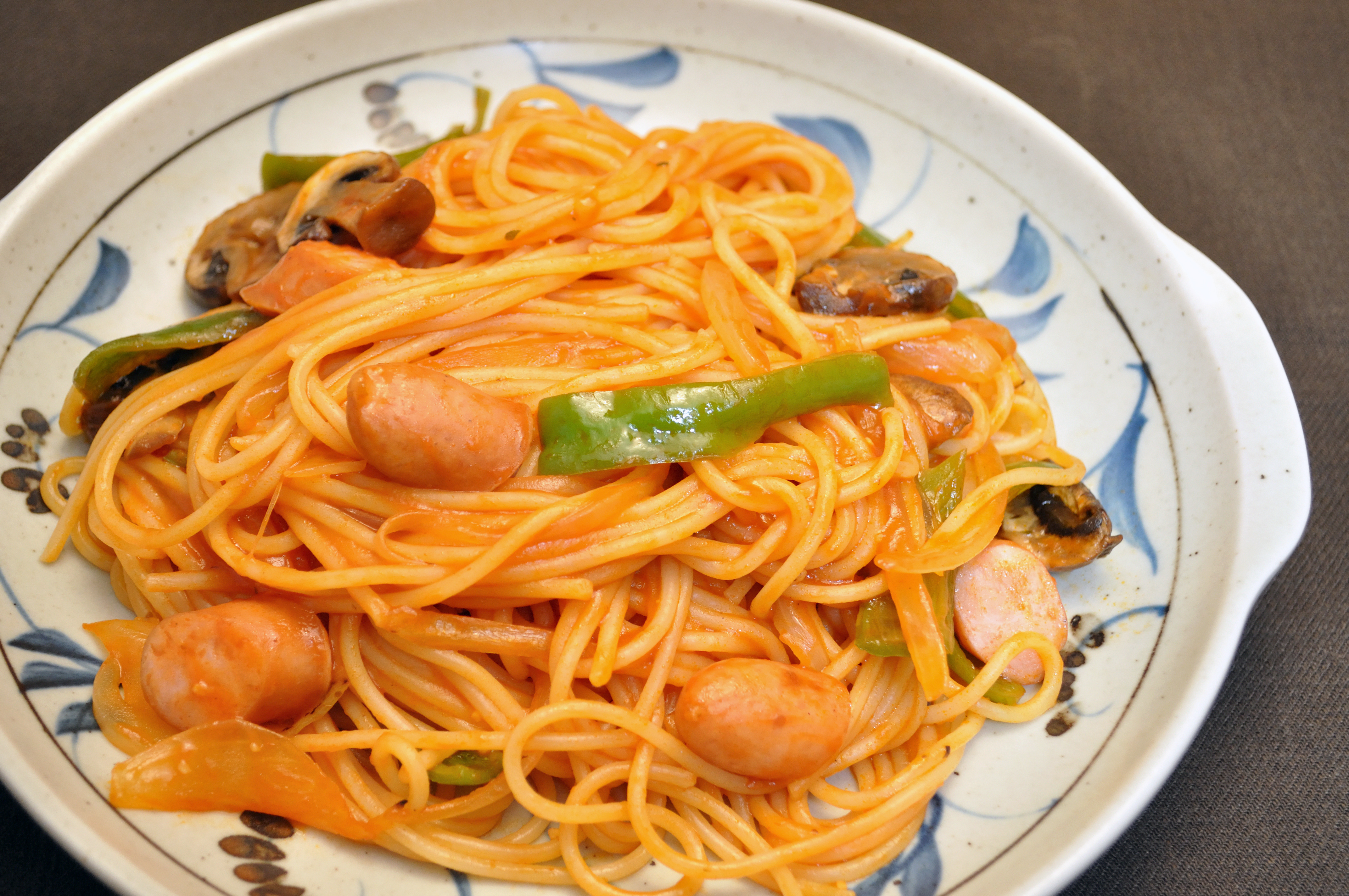
Напорітан

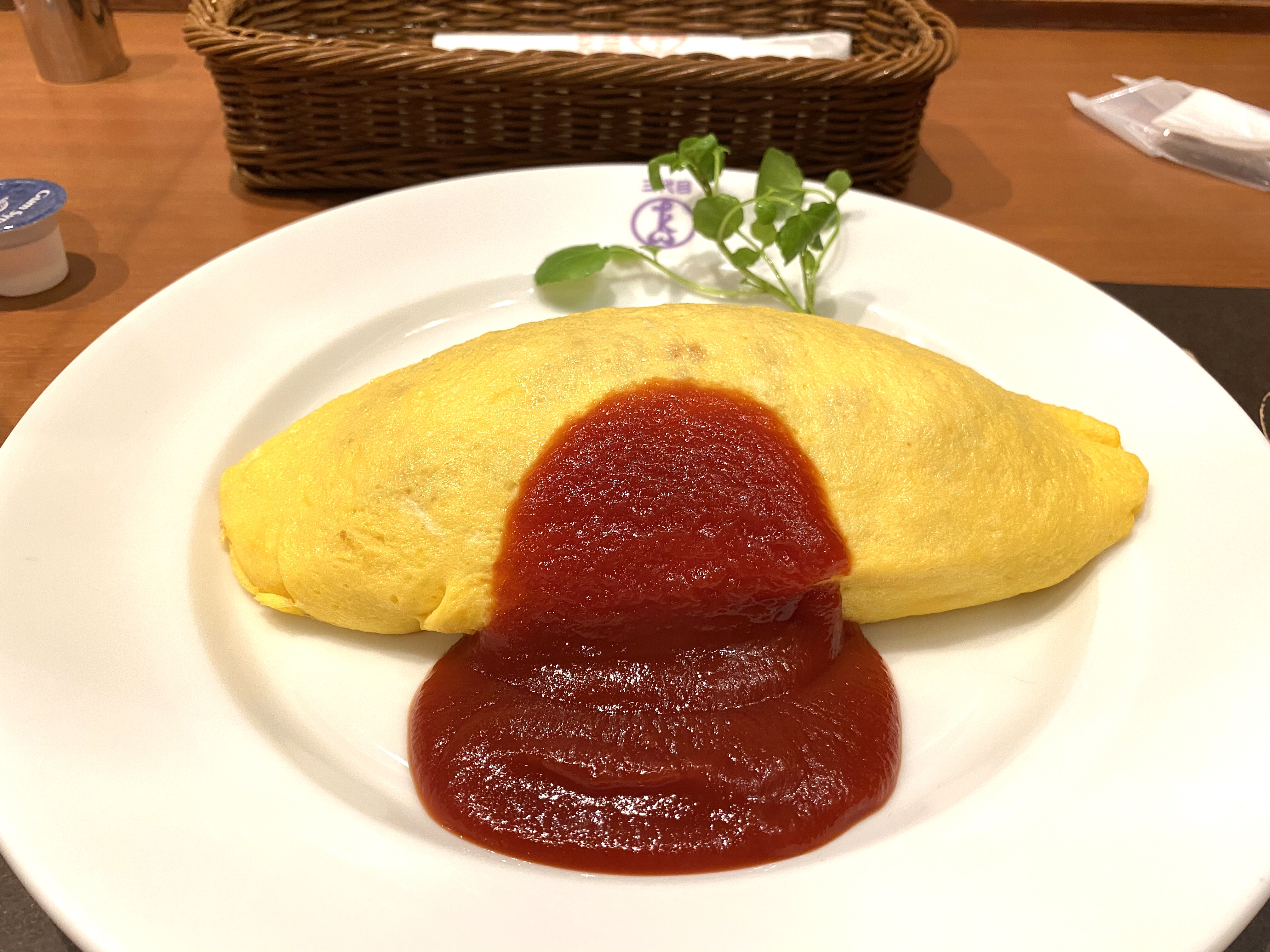
Омурайсу

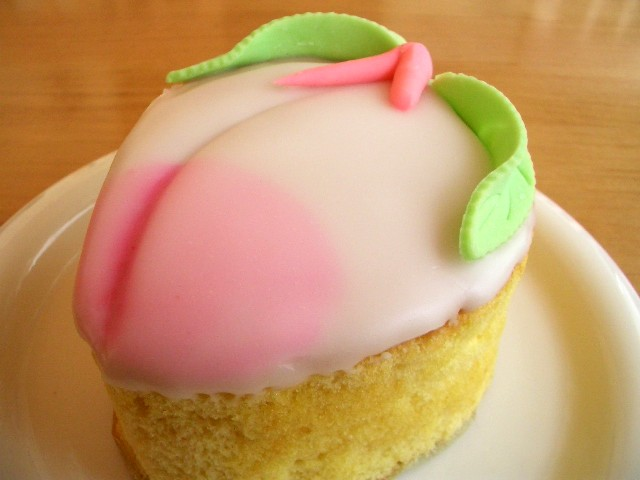
Персикова кастелла

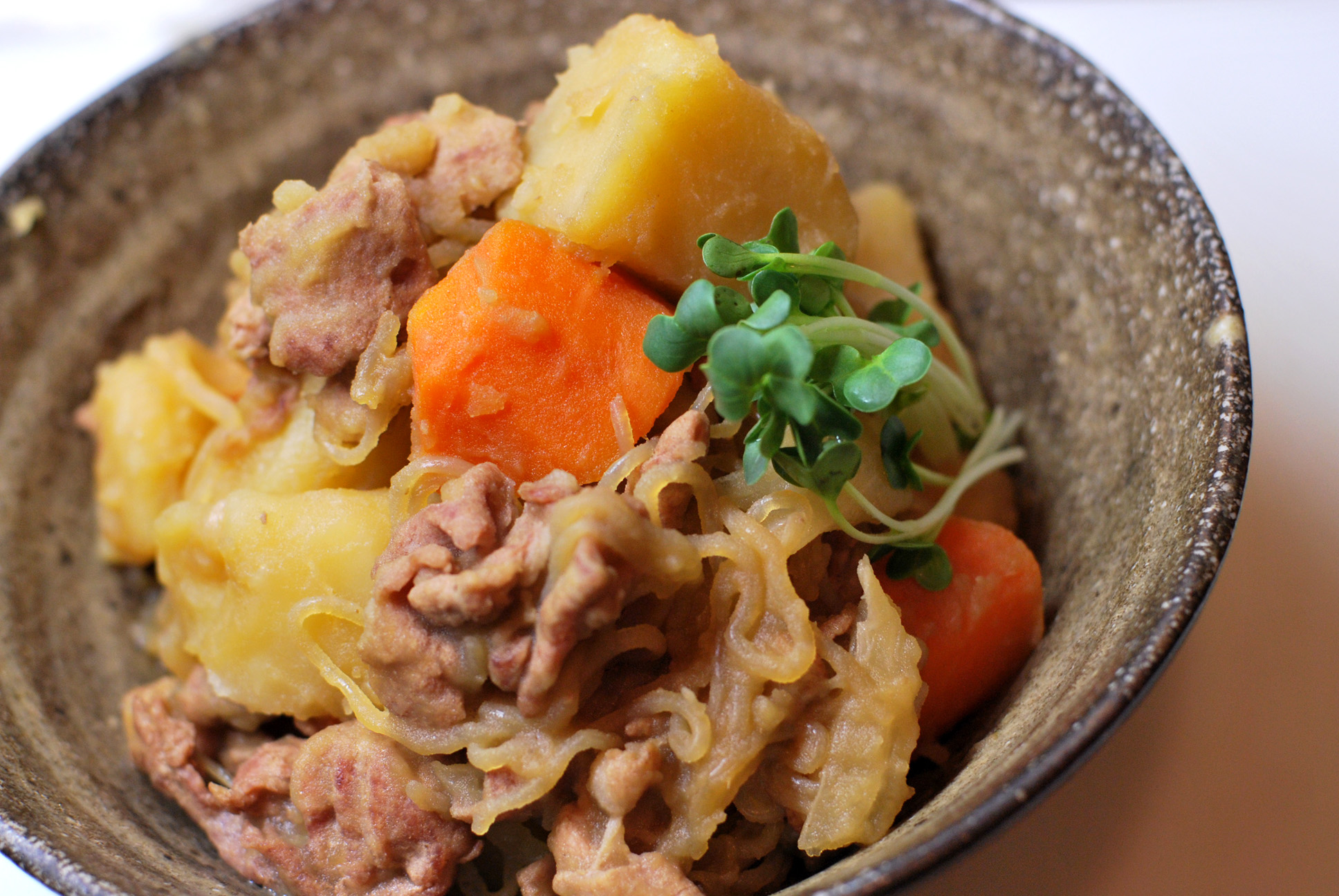
Нікуджяґа

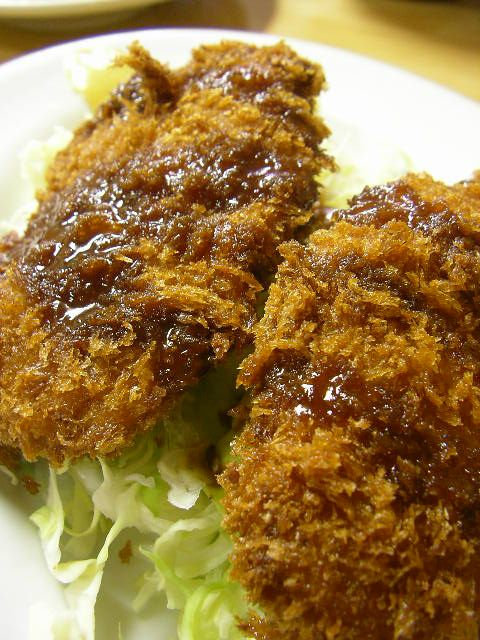
Менчі-кацу

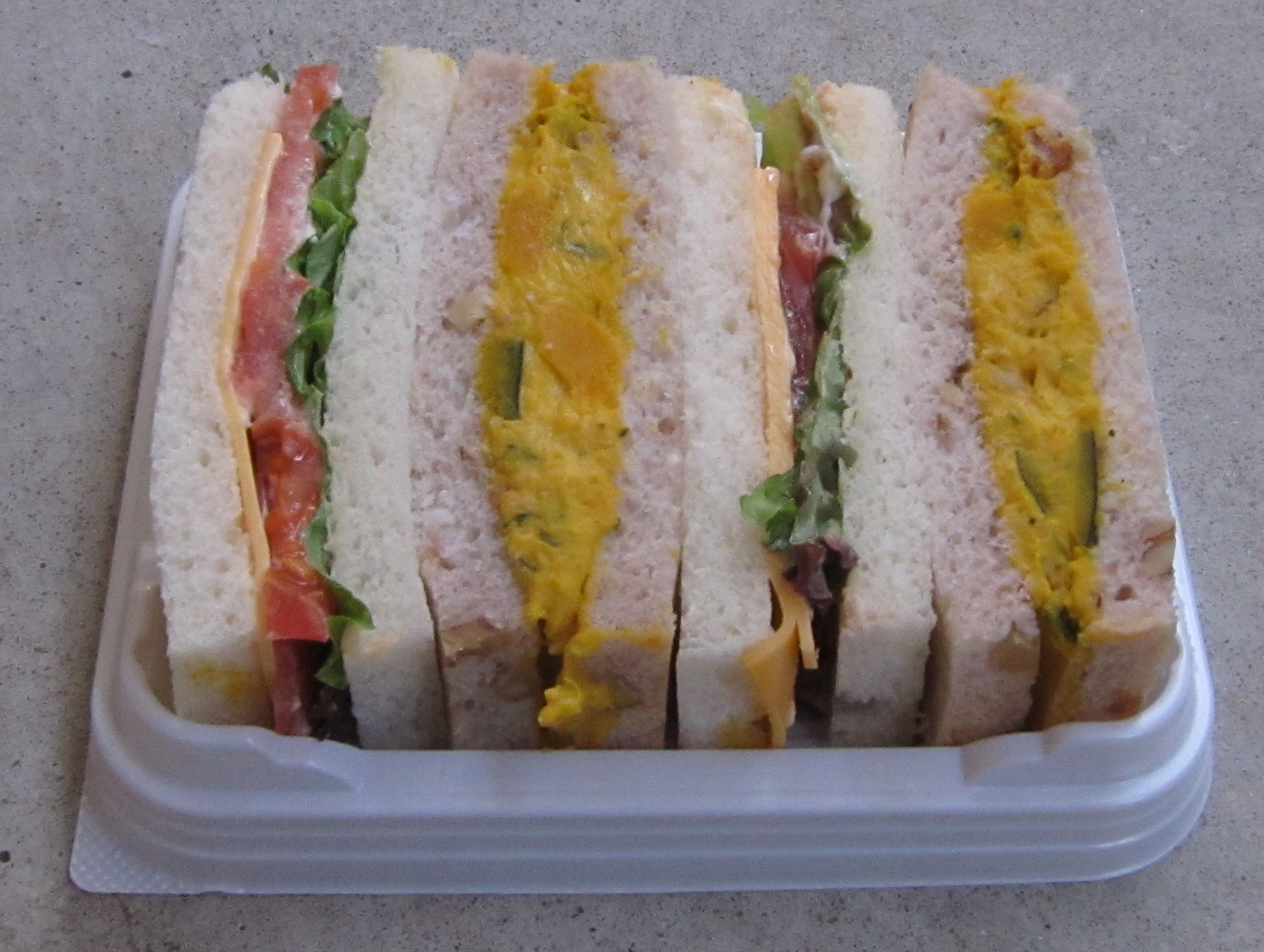
Японські сандвічі

Подібним до йошоку є чука (яп. 中華), або японська китайська кухня; тобто кухня, що виникла в результаті адаптації японцями китайських страв.

## Історія
На початку Реставрації Мейдзі (1868—1912) ізоляціоністська політика Японії була ліквідована, і імператор Мейдзі оголосив західні ідеї корисними для подальшого прогресу Японії. В рамках реформ імператор скасував заборону на червоне м'ясо та пропагував західну кухню, що вважалася причиною більшою фізичної сили європейців. Таким чином, йошоку покладається на м'ясо як один з основних інгредієнтів, на відміну від типової японської кухні того часу. Крім того, багато людей з заходу, які на той час почали проживати в Японії, відмовлялися їсти традиційну японську кухню, і тому їхні приватні японські кухарі навчились готувати страви західного стилю, часто з японськими нотками.
Перша зафіксована друкована поява терміна «йошоку» датується 1872 роком. У минулому цей термін стосувався західної кухні, незалежно від країни походження (на відміну від французької, англійської, італійської та ін.), однак люди почали помічати відмінності між європейською кухнею та йошоку в 1980-х роках, завдяки відкриттю європейських ресторанів, що подавали більш автентичну європейську їжу.
У 1872 році японський письменник Канаґакі Робун (яп. 仮 名 垣 魯 文) популяризував відповідний термін seiyō ryōri у своєму Seiyō Ryōritsū (тобто «західному довіднику про їжу»). Seiyō ryōri здебільшого стосується французької та італійської кухні, тоді як йошоку — загальний термін для японських страв, натхненних західною кухнею, що відрізняється від традиції вашоку (традиційної японської їжі). Інша відмінність полягає в тому, що seiyō ryōri їдять за допомогою ножа і виделки, тоді як йошоку їдять за допомогою паличок і ложки.
Раніші страви європейського походження — особливо ті, що були імпортовані з Португалії в 16 столітті, такі як темпура (натхненна приготуванням оладок португальцями, які проживали в Нагасакі в 16 столітті), строго кажучи, не є частиною йошоку, адже йошоку стосується лише їжі епохи Мейдзі. Попри це, у деяких ресторанах йошоку подають темпуру.
Йошоку може мати різну міру «японізованості». Деякі йошоку можна їсти ложкою (як яп. カ レ ー, карі), поєднуючи із хлібом або рисом; їх назву можна записати катаканою, щоб відобразити іншомовне походження назви. Ці йошоку, ще не є повністю «японізованими». Ті страви, що «японізувалися» і вважаються вашоку, подають разом із рисом та супом місо та їдять паличками.
Прикладом останнього є тонкацу, яке їдять з паличками та рисом, і його навіть можна подавати з традиційними японськими соусами, такими як понзу або тертим дайконом. Щоб відобразити це, кацу часто записують хіраганою як яп. か つ, як японське слово, а не як запозичене яп. カ ツ.
Інший, більш сучасний, термін для західної їжі — мукокусекі («без-національна» кухня), хоча часом цей термін вживається з певною негативною конотацією в контексті культури (кулінарія, аніме) означаючи щось, що втратилу свою ідентичність.

## Огляд
Джихей Іші, автор «Японської повної кулінарної книги» (日本 料理 法 大全) 1898 року, стверджує: «Йошоку — це японська їжа». 
Будучи створеним епоху Мейдзі, йошоку не має таку довгу історію, як вашоку (традиційні японські страви), хоча існують страви йошоку, які самі стали традиційними японськими стравами. До йошоку належать такі типові адаптовані страви, як тонкацу, біфштекс, корокке, напорітан, рис Хаясі та рис карі (японське карі). Багато з цих страв уже вважаються вашоку. 
Йошоку почалося із зміни західних рецептів через відсутність інформації про кухню зарубіжних країн або пристосування цих рецептів відповідно до місцевих смаків, однак з часом створювалися страви, що не були повністю засновані на європейських стравах, наприклад омурайсу (рис з омлетом). Соуси зі складними рецептами не використовувалися і були замінені томатним кетчупом, соусом деміглас і вустерширським соусом. 
Під час модернізації Японії страви йошоку часто були надто дорогим для більшості населення. Але після Другої світової війни інгредієнти для йошоку стали більш доступними, зокрема гуманітарній допомозі, що надходила у значних кількостях з США після дефіциту їжі 1946 року у Японії. Ця допомога включала значну кількіть порошкового молока та пшениці, що вплинуло на їжу, яка споживалася в Японії. Так, для поліпшення раціону харчування японських дітей до шкільних обідів почали додавати маленькі довгасті хлібці, що називаються коппепан. Хліб став популярним продуктом, а йошоку з пшениці, включаючи спагеті та піцу, міцно закріпилися в культурі. 
Йошокуя (яп. 洋食屋) — це ресторан, де подають страви йошоку. Під час швидкого економічного зростання Японії люди почали їсти йошуку в ресторанах при універмагах, але зараз існують і сімейні ресторани йошоку, такі як Denny's та Saizeriya. Окрім цього, в Японії є також ряд висококласних ресторанів йошоку, таких як Shiseido Parlor у Ґіндзі та Taimeiken у Ніхонбаші (обидва у Токіо).

## Типові страви йошоку
- Кастела (японський бісквіт)[14]
- Японське карі[12][15]
- Рагу[16]
  - Рис Хаясі
  - Вершкове рагу
  - Нікуджяґа, 肉 じ ゃ が[17]
- Корокке[18]
- Курча нанбан (яп. チキン南蛮), смажена курятина, приправлена оцтом та тартаровим соусом
- Пірошики
- Смаження
  - Смажені устриці (яп. カキフライ, kakifurai)
  - Смажені креветки (яп. エビフライ, ebifurai)
- Біфштекс (яп. ビーフステーキ, Bīfusutēki), стейк із соусом у японському стилі
- Меньєр[en] соус
- Спагеті
  - Напорітан, спагеті з кетчупом, ковбасою та овочами[19]
  - Тарако спагеті (яп. たらこスパゲッティ), спагеті з тарако (ікрою тріски)
  - Вафу кіноко спагеті (яп. 和風きのこスパゲッティ), спагеті з соєвий соусом і грибами
  - Анкаке спагеті (яп. あんかけスパゲッティ), спагеті з гострим в'язким соусом, поширена в Нагої
  - Спагеті з натто (яп. 納豆スパゲティ)
  - Сансай спагеті (яп. 山菜スパゲティ)
  - Спагеті з тунцем (яп. ツナスパゲティ)
- Котлети
  - Тонкацу
  - Куряче кацу (тонкацу)
  - Яловичекацу (тонкацу)
  - Менчі-кацу
  - Турецький рис (торукоріце): плов зі смаком карі, напорітан та тонкацу з соусом деміглас
- Омурайсу
- Міккусу сандо (ミ ッ ク ス サ ン ド) — різноманітні сандвічі, особливо з яєчним салатом, шинкою та котлетами[20]
- Гратен[21]
- Доріа (яп. ドリア): запечений рис із соусом бешамель та сиром
- Плов